# Nino Gurieli
Nino Gurieli é um jogadora de xadrez da Geórgia com participação nas Olimpíadas de xadrez de 1992 a 2000. Nino conquistou a medalha de ouro por performance individual no primeiro tabuleiro reserva em 1994. Por equipes, conquistou três medalhas de ouro (1992, 1994 e 1996) e uma de prata em 2000, todas no primeiro tabuleiro reserva.